# 로베르트 굼니
로베르트 크시슈토프 굼니(폴란드어: Robert Krzysztof Gumny, 1998년 6월 4일~)는 폴란드의 축구 선수로, 현재 독일 분데스리가의 FC 아우크스부르크에서 수비수으로 뛰고 있다.

## 구단 경력
2020년 9월, 그는 분데스리가 구단 FC 아우크스부르크에 5년 계약으로 합류했다.

## 국가대표팀 경력
2020년 11월 11일, 우크라이나와의 친선 경기에서 선발로 출전하며 폴란드 축구 국가대표팀 소속으로 데뷔했다.